# 이승현 (1986년)
이승현(1986년 12월 27일 ~ )은 대한민국의 배우이다.

## 학력
- 청주대학교 공연영상학부 학사

## 출연작

### 영화
- 《미스터 보스》 (2020년) - 김영수 역

### 연극
- 《첫째, 둘째, 셋째, 넷째,》
- 《마음의 범죄》
- 《배소고지 이야기》
- 《인간 김수연에 관한 사소한 보고》
- 《언덕을 오르는 마삼식을 누가 죽였나》
- 《싸지르는것들》
- 《황색여관》
- 《해주미용실》
- 《우연한 살인자》
- 《블루하츠》
- 《Welcome to the moon》
- 《맥베드 언리미티드》
- 《안티랜드》
- 《과수원지기의 개》
- 《레미제라블》
- 《유실물 보관소와 바람개비》